# Saint-Pierre-le-Vieux (Lozère)
Saint-Pierre-le-Vieux is een gemeente in het Franse departement Lozère (regio Occitanie) en telt 241 inwoners (1999). De plaats maakt deel uit van het arrondissement Mende.

## Geografie
De oppervlakte van Saint-Pierre-le-Vieux bedraagt 15,7 km², de bevolkingsdichtheid is 15,4 inwoners per km².
De onderstaande kaart toont de ligging van Saint-Pierre-le-Vieux (Lozère) met de belangrijkste infrastructuur en aangrenzende gemeenten.

## Demografie
Onderstaande figuur toont het verloop van het inwonertal (bron: INSEE-tellingen).

1. ↑  Populations de référence 2022.